# 孔端友
孔端友（1078年—1132年），字子交，北宋和南宋之交袭庆府仙源县（今山东省曲阜市）人。孔子四十八代孫，孔宜玄孙，孔延泽曾孙，孔宗願之孙，孔若蒙长子。
崇寧三年（1104年）十二月宋徽宗让他襲封衍聖公，直秘書閣，管勾祀事。宣和三年（1121年）轉通直郎，除直秘閣，賜緋章服，並許就任關陞。靖康之变後，建炎二年（1128年）冬，孔端友隨宋高宗南渡，先赴揚州陪位，高宗在扬州郊祀孔子，召孔端友及其从父孔传（孔若古）等侍祀。建炎三年（1129年）二月，金兵再次南下，高宗仓皇南渡，孔端友、孔传等奉孔子及亓官夫人楷木像，扈跸南迁。建炎四年（1130年）奉旨定居浙江衢州西安城区（今柯城区），建宗庙，赐田宅。金朝在曲阜另立孔端友的弟弟孔端操为衍圣公，从此孔子後裔南北宗分立。孔端友階至朝奉郎，官居郴州知州，在官任上去世。孔端友無子，以跟随他南渡的侄子孔玠（孔端操幼子）為嗣。
| 前任者： 孔若虛 | 宋朝衍圣公 1104年—1132年 | 繼任者： 南宗：孔玠   |
| 前任者： 孔若虛 | 宋朝衍圣公 1104年—1132年 | 繼任者： 北宗：孔端操 |

## 参看
- 孔子
- 孔子世家大宗世系
- 孔氏南宗
- 孔子世家大宗世系图
- 孔子世家南宗北宗世系图